# 張道 (嘉靖乙丑進士)
張道（1533年—？），字以中，號性泉，江西九江府湖口縣人，民籍，明朝政治人物。

## 生平
嘉靖四十年（1561年）辛酉科江西鄉試第十四名舉人，四十四年（1565年）中式乙丑科會試第三百五十九名，三甲第五十七名進士。兵部觀政，授餘姚縣知縣，丁憂。服闋，隆慶三年（1569年）四月起為秀水縣知縣，五年（1571年）八月升雲南道監察御史，六年（1572年）十二月差河東巡鹽，萬曆二年（1574年）五月養病，五年（1577年）四月起復山西道監察御史，六年（1578年）二月巡按貴州，同年十二月養病。

## 家族
曾祖張琳；祖父張瑱；父張世珊，壽官。母王氏（贈孺人）。兄張善、張義、張夔，弟張蘊、張蘇。